# دیوید کابارکوس
دیوید کابارکوس (انگلیسی: David Cabarcos؛ زادهٔ ۷ فوریهٔ ۱۹۷۷) بازیکن فوتبال اهل اسپانیا است.
از باشگاه‌هایی که در آن بازی کرده‌است می‌توان به باشگاه فوتبال لوگو و باشگاه فوتبال کامپوستلا اشاره کرد.